# Wagamama Fairy Mirmo de Pon!
Wagamama Fairy Mirmo de Pon! (わがまま☆フェアリー ミルモでポン! Wagamama Fearī Mirumo de Pon!?, ¡Mirmo, el hada egoísta!), llamado Mirmo! en la traducción española del manga y Mirmo Zibang! en la traducción del anime, es un anime y manga creado por Hiromu Shinozuka. El anime consta de 172 episodios repartidos en cuatro temporadas.

## Argumento
Kaede Minami tiene un profundo amor por un chico llamado Setsu y quiere que él corresponda a sus sentimientos, pero otra chica llamada Azumi quiere quedarse con el amor de Setsu usando trucos sucios y por si fuera poco Kaoru que es miembro de una familia adinerada busca conseguir el amor de Kaede, por lo que cada quien tiene su propio deseo. Ante los obstáculos de Kaede aparecen los muglox que son parecidos a las hadas, los muglox tienen una gran fascinación por los dulces (de ahí su aspecto robusto) y cada uno tiene un instrumento musical mágico diferente para hacer su magia. Los muglox son invocados por los deseos de los humanos que se mencionaron antes y con su magia intentan ayudar a sus compañeros humanos (ya que viven con ellos) a que los deseos con los que fueron invocados se hagan realidad, lo que vuelve aún más complicado el conflicto de los deseos de todos, aparte de que cada muglox tiene también su propia intención con los demás muglox. Cada humano tiene un muglox. El de Kaede es Mirmo que fue el primero en aparecer, es un príncipe y se quedó con la condición de que Kaede le diera chocolates, el de Setsu es Rima que es la prometida de Mirmo y que tuvo que venir al mundo de los humanos para estar con él, el de Azumi es Jacky que es un ninja el cual no quiere dejar en paz a su eterno rival Mirmo y el de Kaoru es Murumo que se escapó de su casa para estar con su hermano mayor Mirmo. Conforme pasan las temporadas, la serie da algunos giros así como van apareciendo algunos humanos nuevos con sus respectivos muglox. En la segunda temporada aparece un demonio que quiere apoderarse del mundo humano, en la tercera van en busca de siete cristales que juntos son capaces de conceder cualquier deseo y en la cuarta se duplican los problemas ya que son dos chicos los que quieren a Kaede y dos chicas las que quieren a Setsu, aparte de que es en esta temporada donde termina por definirse cuales deseos se iban a cumplir y cuales no. Hay toda una variedad de muglox en la serie y cada uno es diferente.

## Personajes
Esta es la lista de personajes principales aparecidos a lo largo de todo el manga y anime Mirmo! creado por Hiromu Shinozuka. Contiene tanto a los muglox y humanos que suelen aparecer en casi todos los episodios y estar en todos los capítulos. Los nombres de los personajes mostrados a continuación , son los nombres en España y los nombres fonéticos son los usados en Japón.

### Muglox
Mirmo (ミルモ Mirumo?): El protagonista de la serie. Viste un traje azul claro con un gorrito del mismo color y dos pompones azules, tiene el pelo amarillo y en las mejillas lleva dos óvalos rosados. Es el Muglox del Amor. Se entrena en el mundo de los humanos con Kaede. Se vio invocado a la fuerza por el gran poder de su deseo. Su dulce preferido es el chocolate y es el príncipe del mundo muglox. Es el que soporta las peleas de Jacky y las bromas de la Banda Warumo. Está comprometido con Rima, pero a él no le agrada la idea, aunque en el fondo la quiere ya que en algunos episodios se sonroja con ella. Es muy bueno con la magia y tiene amplios conocimientos sobre las relaciones sentimentales. Sin embargo, al principio es muy desinteresado y egoísta, pues no quería tener ninguna relación con los humanos. Esto va cambiando cuando empieza a estar con Kaede, que conoce su debilidad con el chocolate. Su instrumento musical son las maracas. Su magia, durante la primera temporada, era potenciada cuando Kaede hacía uso de su micrófono.
En realidad le gusta Rima ya que se sonroja, En el final del Manga, Mirmo se casa con Rima, lo cual en el anime se omite.
Rima (リルム Rirumo?): Viste un traje y un gorro rosa con un pompón rojo. Tiene el pelo verde y rizado. En las mejillas lleva dos círculos rojos. Vive con Setsu, al que eligió por ser el chico que le gusta a Kaede, la compañera de su prometido y querido Mirmo. Es una muglox que nació con mucha fuerza en los brazos y siempre que se enfada con Mirmo le da una tremenda paliza. Falla mucho al intentar usar su magia, incluso con el enorme poder del nuevo instrumemto, por lo que requiere muchos intentos para obtener un conjuro exitoso, esto es debido al exceso esfuerzo físico usado en estos. Su dulce preferido es la crema de nata. Su instrumento es la pandereta. Siempre le prepara comida a Mirmo, pero es muy mala con la cocina, puesto que añade conjuros fallidos a los ingredientes, y siempre se la rechaza. Una vez, hizo un curso de cocina junto Ivol, y ganó el primer premio. Fue la única vez que cocinó bien debido a que lo hizo pensando en Mirmo. Aunque su comida y sus conjuros sean malísimos, tiene mucho talento con la peluquería y el maquillaje.
Jacky (ヤシチ Yashichi?): Viste un traje y un pañuelo en la cabeza rojo. Tiene el pelo negro negro. En las mejillas lleva dos remolinos. Vive con Azumi y la eligió por la razón de que su rival Mirmo estaba con la rival de Azumi(quien golpea mucho a Jacky y lo trata mal, aunque a Jacky tampoco le agrada mucho Azumi), Kaede. Su dulce preferido es el karintō, que es un churrito. Es un ninja y su misión es derrotar a Mirmo. A pesar de ser muy bueno con la magia, usa mucho los shuriken para distraer y atacar por sorpresa. Es un aprendiz de la Banda Warumo, a la cual abandona en favor de los humanos, cuando atacan a Azumi. Su instrumento es el triángulo. Se pasa el día haciendo tareas del hogar para Azumi, desde limpiarle la habitación a plancharle la ropa. Es el segundo mejor limpiando, solo le gana Pikari, o eso dicen. Sus aprendices y amigos son Shanzo, Hanzo y Yamane que siempre le acompañan. En Murumoya sequel empieza una relación sentimental con Yamane gracias a la intervención de Popi.
Murumo (ムルモ Murumo?): Viste un traje y un gorro celeste. Tiene el pelo violeta. En las mejillas lleva dos óvalos rosados. Es el hermano menor de Mirmo. Tiene dos antenas por las que lanza rayos. Vino al mundo humano a buscar a Mirmo cuando este se separó de él para su entrenamiento, pues lo echaba de menos. Le gusta convencer a los demás con sus encantos ocultando sus verdaderos intereses y así casi siempre consigue lo que quiere. Sin embargo, las reglas muglox dicen que solo puede haber un muglox por humano, por lo que si quería quedarse, tendría que buscar a otro humano que estuviera dispuesto a tenerlo en su hogar. Al final, terminó viviendo con Kaoru, cuando Kaede se lo dio como regalo por ser el humano con el que más compatibilidad tenía. Su dulce preferido son las nubes, en México llamado malvavisco. Su instrumento es un tambor de baquetas. Es muy sentimental y llora enseguida. Mantiene una cierta amistad con Popi, que queda fácilmente opacada entre constantes pleitos mutuos, aunque en realidad existe un amor por parte de ambos Mugloxs.

### Humanos
Kaede Minami (南楓 Kaede Minami?): Es una chica de pelo anaranjado de buen corazón, optimista y sentimental. Fue la que invocó al primer muglox de la serie, Mirmo quien es su compañero. Está enamorada de Setsu y su deseo a la taza es que Setsu corresponda a sus sentimientos. En la primera temporada poseía un micrófono mágico obsequiado por la tribu Gaia, que son los Dioses muglox, y que servía para potenciar la magia de Mirmo. También poseía su propia taza muglox con la cual podía viajar al mundo muglox cuando ella desease por poseer un instrumento. Esto tenía como condición que debía de asistir una vez por semana a la academia muglox. Era la primera humana que lo hacía.
Setsu Yuuki (結木摂 Setsu Yuuki?): Es un chico de pelo castaño muy conocedor ya que tiene una gran afición por los libros al grado incluso de ignorar su entorno. Su mayor deseo es ser un escritor. Esto fue lo que pidió cuando invocó a Rima, aunque él no quiere que se le cumpla con la ayuda de la magia sino por sus propios méritos. Es el centro de las peleas de Kaede y Azumi, pues las dos lo quieren. Al principio no les prestaba mucha atención a Kaede o a Azumi, incluso le parecían molestas, pero después comienza poco a poco a enamorarse de kaede. Kaoru compite con él para demostrarle a Kaede que es mejor que él, pero a pesar de que las intenciones de Setsu no siempre sean las de estar con Kaede siempre termina vencedor.
Azumi Hidaka (日高安純 Azumi Hidaka?) Es una chica bastante hermosa de un largo pelo negro, muy agresiva, floja y de mal genio. Jacky consiguió que lo invocase al convencerla de que la ayudaría derrotando a su rival que es el hada que acompaña a Kaede, Mirmo. También ella es la rival de Kaede en ganar el corazón de Setsu. Aparte de usar a Jacky para intentar apartar a Kaede de Setsu, le da todos sus deberes como limpiar su cuarto, hacer su tarea, planchar su ropa, sacar la basura, etc. Y cuando Yacky no hace lo que ella quiere lo golpea o lo amenaza diciéndole que lo va a echar por el retrete. Siempre que llega aparta a Kaede de Setsu a la fuerza y se abraza de él intentando llevárselo a un lugar lejos de Kaede. Casi siempre es la primera en oponerse cuando ve que va a tener que hacer algo que no le conviene, pero se retracta después de ver que Setsu empieza a hacerlo para no quedar en su contra.
Kaoru Matsutake (松竹香 Kaoru Matsutake?): Es un chico muy rico. Su familia posee numerosas villas y negocios por todo el mundo, pero sobre todo en Japón. Es muy popular entre las chicas de su colegio, las cuales lo persiguen y le visitan entre clases en el pasillo dándole muchos regalos, son tantas que hasta termina siendo arrastrado por ellas muchas veces en el momento en que quiere acercarse a Kaede. Él es muy amable y torpe a la vez por eso hirai ciudad de él . En la sexta temporada se ve que Kaoru ya no tiene sentimiento por Kaede .

### Secundarios
Esta es la lista de personajes secundarios aparecidos a lo largo de todo el manga y anime Mirmo! creado por Hiromu Shinozuka. Contiene tanto a los humanos y muglox secundarios como a los que tan solo aparecieron en un solo episodio.
Koichi: es un chico que está enamorado de Kaede, ya que esta le ayudó unos años antes. Cuando iba a al instituto se cayó y se empezaron a reír de él, mientras que Kaede le ayudó a levantarse. Al final del anime se queda con la amiga de la infancia de Setsu.
Haruka: Amiga de la infancia de Setsu, conoció a Kaede cuando las dos quisieron comprar el mismo cómic, su deseo es convertirse en escritora de cómics mundialmente reconocida. Al principio no le gustaba Setsu pero a medida que avanza la historia se da cuenta de lo mucho que lo quiere ya que desde pequeña le gustaba mucho. Al final del anime se queda con Koichi.
Saori: Es una chica bastante tranquila que, al igual que Setsu, le gusta leer sin embargo, también le gusta tocar la flauta. Ella, extrañamente, puede ver a los muglox sin tener ninguno viviendo en su casa. Al final de la segunda temporada se va a Alemania a estudiar música. Su compañera muglox, que obtiene ese mismo capítulo, es Ivol.
Sakura: Ella aparece en la sexta temporada , se ve que Sakura muestra algún interés por Kaoru , se ve que Sakura no tiene ningún muglox , pero ella lo puede ver , al principio Kaede y sus amigos pensaban que era igual que Saori , pero más adelante se descubre que Sakura en realidad es hija de Piro un muglox de la tribu gaia . 
Panta: es un muglox de la tribu Gurum o Gurumi; este estaba muy enfermo y nunca podía salir a jugar con ningún muglox, un día escuchó a los demás muglox hablar del mundo de los humanos, decidió ir para allá y vio a una niña muy linda y amable pero no pudo hablarle. Al cabo de un tiempo murió y como no pudo cumplir su deseo, que era jugar, se convirtió en un fantasma que vagaba por el instituto de Kaede. Estos lo descubren y logran que Mirmo juegue con él para que se pudiera ir al cielo. Sin embargo Mirmo tenía que someter sus miedos con los fantasmas, aunque al final lo logran, pero luego de unos capítulos vuelve y descubre que la niña que vio hace mucho tiempo era Haruka y así se convirtió en su compañero.
Popy: es la compañera de Koichi, y esta muglox está enamorada de Murumu pero nunca puede declararse y cada vez que lo intenta termina peleando con él. Pero se nota que los dos se quieren muchísimo.

## Fauna
Esta es la lista de la fauna del mundo Muglox, así como las mascotas que tienen, abarca todas las que aparecen a lo largo del manga y anime Mirmo!, creadas por Hiromu Shinozuka.

## Objetos mágicos
Esta es la lista de objetos mágicos aparecidos a lo largo de todo el manga y anime Mirmo! creado por Hiromu Shinozuka. Contiene los objetos que se vendieron en la Boutique Mágica, en el Club de pedidos del Mercado Clandestino Muglox, los que hicieron los propios muglox con su magia y otros objetos que ya existen en la historia.

## Capítulos
Esta es la lista de episodios del anime Mirmo! creado por Hiromu Shinozuka.En España se han emitido todas las temporadas. En total consta de cuatro temporadas y 172 episodios. Esta lista contiene los títulos de ambos países de la primera temporada en el siguiente formato: España / México. A partir de la segunda temporada solo contiene los títulos en español solo en el doblaje castellano. En cambio para el doblaje latino del anime, solo se doblaron 52 episodios, es decir la primera temporada que solo fueron emitidos en Latinoamérica y el resto de temporadas no se doblaron ni tampoco se emitieron.

## Seiyū
- Etsuko Kozakura - Mirmo
- Mayuko Omimura - Rima
- Yukiji - Yackie
- Rie Kugimiya - Murumu
- Motoko Kumai - Sanzo
- Noriko Shitaya - Hanzo
- Mai Nakahara - Kaede Minami
- Hitomi - Azumi Hidaka
- Yasutoshi Tokumoto - Setsu Yuuki
- Souichiro Hoshi - Kaoru Matsutake
- Chiemi Chiba - Ivol
- Masako Nozawa - Kinta
- Tribu Gaia
  - Wasabi Mizuta - Piro
  - kei kobayashi - Aqua
  - Shizuka Ishikawa - Leolo
  - Chiyako Shibahara - Terra
  - Miyu Matsuki - Estrato
  - Yoshimitsu shimoyama - Topuru
  - Saori Sakura - Sakura
- Banda Warumo
  - Kentarou Itou - Primero
  - Ikumi Sugiyama - Segundo
  - Kazusa Murai - Tercero
  - Masashi Ogawa・Tetsuharu Ohta - Cuarto
  - Hitomi - Quinto
- Kazusa Murai - Yamane
- Noriko Shitaya - Momo
- Kurumi Mamiya - Popi
- Kentarou Itou - Hirai
- Yuko Tachibana - Hoshino
- Kumiko Higa - Etsumi Kido
- Kokoro Shindou - Mizuki Hidaka
- Hiroshi Tsuchida - Profesor de Kaede
- Juurouta Kosugi - Daaku
- Rikako Aikawa - Nezumi
- Risa Hayamizu - Saori Eguchi
- Hiroshi Kamiya - Profesor Kiriu
- Kazusa Murai - Madre de Kaede

## Doblaje

### España
- Carmen Podio - Mirmo
- Blanca Rada - Jacky
- Juan Antonio Soler - Setsu Yuuki
- Sergio García - Setsu Yuuki (2.ª voz)
- Rafael Alonso Naranjo Jr. - Profesor
- Carolina Tak - Murumo
- Mariano García - Sanzo
- Blanca (Neri) Hualde - Kaede Minami
- Yolanda Mateos - Azumi Hidaka
- Mariano García - Kaoru Matsutake
- Silvia Sarmentera - Rima
- Luis Miguel Villegas - Tercero
- Luis Miguel Villegas - Mabo
- Francisco Vaquero - Primero
- David Hernán - Segundo
- Lidia Zorrilla - Cuarto
- Valle Acebrón - Quinto
- Inés Blázquez - Popi
- Álex Saudinós - Piro
- Mercedes Espinosa - Kinta
- Luis Miguel Villegas - Toporu
- Silvia Sarmentera - Quinto
- Raquel Martín - Ivol
- Sara Vivas - Saori Eguchi
- Luis Vicente Ferrer - Hiari
- Ana Plaza - Kesara
- Antonio Villar - Tendero
- Inmaculada Gallego - Chica
- José María Carrero - Dr. Hakase
- Inmaculada Gallego - Zeta
- Sara Vivas - Tristin
- Beatriz Berciano - Anna
- Jesús Rodríguez - Profesor Enma
- Marta Sáinz - Otome
- Chelo Molina - Belfo
- Rais David Báscones - Roy
- Miguel Ayones - Folini
- Sergio García - Sanzo
- Marta García - Nanny
- Javier García - Temuzu
- Inés Blázquez - Tomon
- Cristina Yuste - Diamante
- Felicidad Barrio - Wakaba
- Sandra Jara - Chie
- Jorge Saudinós - Takosu
- Juan Navarro Torelló - Hajime
- Celia De Diego - Haruka

### México
- Mirmo - Claudio Velázquez
- Kaede - Circe Luna
- Murumo - Isabel Romo
- Asumi Hidaka - María Fernanda Morales
- Setsu - Alan Fernando Velázquez
- Kaoru - Irwin Daayan
- Riromu - Mayra Arellano
- Hanzo - Carlos Iñigo
- Sasuke - Rosy Aguirre
- Yashichi - Manuel Campuzano
- Rey Muglox - Paco Mauri
- Ura Mimomo - Irwin Daayan
- Ministro - Miguel Ángel Ghigliazza
- Hirai - Armando Coria
- Ichiro - Jorge Ornelas
- Saburo - Eduardo Garza
- Vike - Víctor Ugarte
- Chai - Irwin Daayan
- Raichi - Gabriela Willert
- Kinta - Ernesto Lezama
- Otome - Isabel Martiñón
- Donta - Mónica Villaseñor
- Mamá de Kaede - Anabel Méndez
- Profesor Enma - Ricardo Hill
- Profesora de lectura - Liza Willert
- Profesor de Ed. física - Juan Alfonso Carralero
- Fia - Eduardo Garza
- Win - Patricia Acevedo
- Gonzo - Armando Coria
- Dr. Denta - Yamil Atala
- Rey de las caries - Gabriela Willert
- Ryo Kisaragi - Ricardo Mendoza
- Ashitori - Isabel Martiñón
- Rie - Laura Ayala
- Dr. Hakase - José Luis Orozco
- Productor - Rafael Rivera
- Inspector Demusu - Armando Coria
- Rigeru - Mónica Villaseñor
- Incho/Koichi Zumita - Enzo Fortuny
- Muglox fuego - Víctor Ugarte
- Muglox nube - Mariana Ortiz
- Gavin/Akumi - Liliana Barba
- Ninja - Eduardo Garza
- Saori - Gaby Ugarte
- Dark - Jorge Ornelas
- Papy/Haruka Morishita - Cristina Hernández

## Transmisión

### En España
La serie se empezó a transmitir en Cartoon Network en 2006 emitiéndose las 4 temporadas. Tiempo después empezó a emitirse en Canal Sur 2. Emitiéndose solo las 3 temporadas. El manga lo distribuye la editorial Ivrea, habiéndose ya lanzado todos los tomos.

### En Hispanoamérica
La serie en Hispanoamérica se transmitió la primera temporada con un total de 52 episodios.
La serie se estrenó en marzo del 2005 para toda Latinoamérica por Cartoon Network Latinoamérica y en el 2007 por Boomerang Latinoamérica. Luego en Chile se estrenó en la televisión abierta por Chilevisión y a fines del 2008 y principios del 2009 se transmitió por otra señal abierta Liv TV. En la República Dominicana se estrenó por la señal de Antena 7

## Opening y ending
- Opening:

1. "Pretty Cake Magic" por Kaede+Cheek Fairy (Mai Nakahara + Etsuko Kozakura) (eps 1-28)
2. "Kechirase!" por Becky (eps 29-52)
3. "Happy Lucky Onegai Mirumo (Happy Lucky Please Mirumo)" por Kaede (Mai Nakahara) (eps 53-78)
4. "Fun! Fun! Fantasy" por Yuuka Nanri (eps 79-102)
5. "Rabu Rabu (Love you Love you)" por PARQUETS (eps 103-126)
6. "Ashita ni Nare" por PARQUETS (eps 127-150)
7. "Sugar Sugar" por PARQUETS (eps 151-172)

- Ending:

1. "Mirumo no Warutsu (Mirumo's Waltz)" por Kaede (Mai Nakahara) (eps 1-28)
2. "Sarara" por Becky (eps 29-51)
3. "Sarara" by Becky {1st ending scene} (ep 52)
4. "Asunaro no uta (Asunaro's Sound)" por Kaoru Kondou SWEET SHOP (eps 53-65)
5. "Precious Moment" por Kaede Minami and Mirumo (Mai Nakahara y Etsuko Kozakura) (eps 66,70,76,77,78)
6. "Taisetsu na Tomodachi (Precious Friend)" por Setsu Yuuki y Rirumu (Yasutoshi Tokumoto y Mayuko Omimura) (eps 67,71,74)
7. "Gomen Nasai wa Mahou no Kotoba (The magic words are I'm sorry)" por Azumi Hidaka y Yashichi (Hitomi y Yukiji) (eps 68,72,75)letra
8. "Supesharu Sumairu! (Special Smile!)" por Kaoru Matsutake y Murumo (Souichiro Hoshi y Rie Kugimiya) (eps 69,73)
9. "Odorou mahou no asouzai byon" por Mirumo, Rirumu, Yashichi y Murumo (Etsuko Kozakura, Mayuko Omimura, Yukiji y Rie Kugimiya) (eps 79-101)
10. "Pretty Cake Magic" por Kaede+Check Fairy (Mai Nakahara + Etsuko Kozakura) {2nd ending scene} (ep 102)
11. "Boku no Tonari" por Sana (eps 103-126)
12. "Brownie" por Sana (eps 127-149)
13. "Rabu Rabu" por PARQUETS {3rd ending scene} (ep 150)
14. "Cherry Girl" por Sana (eps 151-171)
15. The ending of Mirumo De Pon with credits scrolled on (ep 172)

## Otros productos

### Mirmo! CD (japonés)
Single
- Toshiba-EMI
  - 『Pretty Cake Magic/Mirmo's Waltz』 (Kaede+Cheek Fairy)
  - 『Sarara/Kechirase!』
- Try-M
  - 『Happy Rocky Mirmo!』(Kaede-Chan)
  - 『Asunaro's Sound』
  - 『Wagamama Fairy Mirumo de Pon! - Duet Series (1) Mirmo & Katie』
  - 『Wagamama Fairy Mirumo de Pon! - Duet Series (2) Rima & Dylan』
  - 『Wagamama Fairy Mirumo de Pon! - Duet Series (3) Yatch & Azumi』
  - 『Wagamama Fairy Mirumo de Pon! - Duet Series (4) Mulu & Kyle』
  - 『Fun! Fun! ★ Fantasy』
  - 『Odoru Mahono Osouzai Pon!』 (Babam Cho and Muchamuta and Mirmo, Rima, Yatch, Mulu)
- Konami
  - 『Love you Love you』
  - 『Servant of Try』(Sana)
  - 『Ashitaninaare』
  - 『Brownie』(Sana)
  - 『Sugar Sugar』
  - 『Cherry Girl』(Sana)
  - 『Wagamama Fairy Mirumo de Pon! 'Charming' Character Song Vol. 1 - Katie』
  - 『Wagamama Fairy Mirumo de Pon! 'Charming' Character Song Vol. 2 - Dylan』

Álbum
- Toshiba-EMI
  - 『Wagamama Fairy Mirumo de Pon! - Best de Pon!』
- Try-M
  - 『Kichaou Mirumo de Pon! Best 1』
  - 『Kichaou Mirumo de Pon! Best 2』
  - 『Wagamama Fairy Mirumo de Pon! - Winter Story』
  - 『Wagamama Fairy Mirumo de Pon! - Fairy Concert of Everyone Music』
- Konami
  - 『Wagamama Fairy Mirumo de Pon! Wonderful Mirumo de Best! - Tenkomori』
  - 『Wagamama Fairy Mirumo de Pon! Wonderful Mirumo de Best 2! - High』
  - 『Wagamama Fairy Mirumo de Pon! Wonderful Music de Pon! - Television Music Collection♪』
  - 『Wagamama Fairy Mirumo de Pon! Wonderful Music de Pon! - Television Music Collection 2♪』
  - 『Wagamama Fairy Mirumo de Pon! Character Song Series 1 - Mirmo & Mulu Fairy Tacos』
  - 『Wagamama Fairy Mirumo de Pon! Character Song Series 2 - Mirmo, Yatch & Katie, Azumi, Teacher, Sphere Boy Satol, P-Man』
  - 『Wagamama Fairy Mirumo de Pon! Character Song Series 3 - Mirmo, Icas, Tacos, Katie, Dylan, Azumi, Kyle』
  - 『Wagamama Fairy Mirumo de Pon! Character Song Series 4 - Mirmo, Rima, Katie, Hirai, Hoshino』
  - 『Wagamama Fairy Mirumo de Pon! 'Charming' Original Sound Track』
  - 『Wagamama Fairy Mirumo de Pon! 'Charming' Drama CD Series Vol. 1 - Princess Katie』
  - 『Wagamama Fairy Mirumo de Pon! 'Charming' Drama CD Series Vol. 2 - Mermaid Katie』

### Mirmo! VHS・DVD・Videojuego (japonés)
VHS
- 『Wagamama Fairy Mirumo de Pon! - Mirumiru』All 13 (Part 1~Part 52)
- 『Wagamama Fairy Mirumo de Pon! - Magical』All 25 (Part 1~Part 52)
- 『Wagamama Fairy Mirumo de Pon! Series 2』All 13 (Part 53~Part 104)
- 『Wagamama Fairy Mirumo de Pon! Series 3』All 12 (Part 105~Part 150)
- 『Wagamama Fairy Mirumo de Pon! Series 4』All 6 (Part 151~Part 172)
- 『Wagamama Fairy Mirumo de Pon! - Magical Video』 (Part 1 of Minimini Mirumo)

- Hecho por Shōgakukan/Vendido por VAP

DVD
- 『Wagamama Fairy Mirumo de Pon!』All 13 (Part 1~Part 52)
- 『Wagamama Fairy Mirumo de Pon! Series 2』All 13 (Part 53~Part 104)
- 『Wagamama Fairy Mirumo de Pon! Series 3』All 12 (Part 105~Part 150)
- 『Wagamama Fairy Mirumo de Pon! Series 4』All 6 (Part 151~Part 172)
- 『Wagamama Fairy Mirumo de Pon! - Magical DVD』 (Part 53+In to Special Digest)

- Hecho por Shōgakukan/Vendido por VAP

Gamesoft
- 『Wagamama Fairy Mirumo de Pon! - The Legend of Golden Maracas』 (mayo de 2002, Game Boy Advance)
- 『Wagamama Fairy Mirumo de Pon! - The Mirumo goes Magic School』 (marzo de 2003, PlayStation)
- 『Wagamama Fairy Mirumo de Pon! - The Knight Soldiers』(septiembre de 2003, Game Boy Advance)
- 『Wagamama Fairy Mirumo de Pon! - The 8Man's Fairy』(diciembre de 2003, Game Boy Advance)
- 『Wagamama Fairy Mirumo de Pon! - The Dream of Cake』(julio de 2004, Game Boy Advance)
- 『Wagamama Fairy Mirumo de Pon! - The Kagi and Tobira』(diciembre de 2004, Game Boy Advance)
- 『Wagamama Fairy Mirumo de Pon! - The Dokidoki Memoreal Panic』 (septiembre de 2005, Game Boy Advance)

- Hecho y vendido por Konami

### Inglés
- Página oficial de Mirmo
- Página de Sho-Pro Entertainment de Mirmo!

### Japonés
- Página oficial de Mirmo! en TvTokyo
- Página de Shogakukan Production de Mirmo!
- VAP Mirmo! VHS・DVD Página de los productos Archivado el 31 de octubre de 2020 en Wayback Machine.
- Konami Mirmo! Página de los videojuegos
- innolife.net Mirmo! Nota de prensa
- Página de Mirmo! de Oninet

### Coreano
- Página oficial de Mirmo!
- Página de Neowiz Sayclub de Mirmo! Archivado el 16 de marzo de 2007 en Wayback Machine. ( Archivado el 15 de diciembre de 2005 en Wayback Machine., )

- Datos: Q12972499